# Bitter Sweet Symphony (nummer)
Bitter Sweet Symphony is een nummer van de Britse band The Verve. Het is afkomstig van hun derde studioalbum Urban Hymns uit 1997. Op 16 juni dat jaar werd het nummer wereldwijd op single uitgebracht.

## Achtergrond
"Bitter Sweet Symphony" is het bekendste nummer van The Verve en bevat een sample van de orkestrale versie van "The Last Time" van The Rolling Stones. De sample werd gebruikt met goedkeuring van Decca Records. Toen de single een hit werd klaagde Allen Klein (die de rechten van "The Last Time" bezat) de groep aan wegens het vermeend schenden van zijn rechten. Om een lang en duur proces te vermijden schonk de groep de rechten van het nummer voor 100 procent aan Allen Kleins bedrijf ABKCO Music, dat een aantal licenties van The Rolling Stones beheert. In 2019 kwamen de rechten op het lied dankzij de nieuwe manager van de Rolling Stones, Joyce Smith, alsnog bij The Verve terecht.
De single werd wereldwijd een enorme hit en bereikte in thuisland het Verenigd Koninkrijk de 2e positie in de UK Singles Chart. In Ierland werd de 3e positie bereikt, in Canada de 5e, Australië de 11e, Nieuw-Zeeland de 15e, Canada de 5e, de VS de 12e, Israël de 9e, Zweden en de Eurochart Hot 100 de 10e, Duitsland de 37e, Oostenrijk en Zwitersland de 15e positie.
In Nederland was de single in week 29 van 1997 de 229e Megahit op Radio 3FM en werd een radiohit. De single bereikte de 11e positie in de Nederlandse Top 40 op destijds Radio 538 en de 14e positie in de publieke hitlijst; de destijds Mega Top 100 op Radio 3FM.
In België bereikte de plaat de 21e positie in zowel de Vlaamse Ultratop 50 als de Vlaamse Radio 2 Top 30 en de 18e positie in de Waalse Ultratop 50.
Sinds de editie van december 2005 staat de single onafgebroken genoteerd in de jaarlijkse NPO Radio 2 Top 2000 van de Nederlandse publieke radiozender NPO Radio 2, met als hoogste notering een 81e positie in 2013.

## Hitnoteringen

### Nederlandse Top 40
| Hitnotering: 2-8-1997 t/m 27-9-1997 | Hitnotering: 2-8-1997 t/m 27-9-1997 | Hitnotering: 2-8-1997 t/m 27-9-1997 | Hitnotering: 2-8-1997 t/m 27-9-1997 | Hitnotering: 2-8-1997 t/m 27-9-1997 | Hitnotering: 2-8-1997 t/m 27-9-1997 | Hitnotering: 2-8-1997 t/m 27-9-1997 | Hitnotering: 2-8-1997 t/m 27-9-1997 | Hitnotering: 2-8-1997 t/m 27-9-1997 | Hitnotering: 2-8-1997 t/m 27-9-1997 | Hitnotering: 2-8-1997 t/m 27-9-1997 |
| Week:                               | 1                                   | 2                                   | 3                                   | 4                                   | 5                                   | 6                                   | 7                                   | 8                                   | 9                                   |                                     |
| ----------------------------------- | ----------------------------------- | ----------------------------------- | ----------------------------------- | ----------------------------------- | ----------------------------------- | ----------------------------------- | ----------------------------------- | ----------------------------------- | ----------------------------------- | ----------------------------------- |
| Positie:                            | 27                                  | 14                                  | 11                                  | 16                                  | 17                                  | 22                                  | 26                                  | 27                                  | 36                                  | uit                                 |

### Mega Top 100
| Hitnotering: 26-7-1997 t/m 8-11-1997 | Hitnotering: 26-7-1997 t/m 8-11-1997 | Hitnotering: 26-7-1997 t/m 8-11-1997 | Hitnotering: 26-7-1997 t/m 8-11-1997 | Hitnotering: 26-7-1997 t/m 8-11-1997 | Hitnotering: 26-7-1997 t/m 8-11-1997 | Hitnotering: 26-7-1997 t/m 8-11-1997 | Hitnotering: 26-7-1997 t/m 8-11-1997 | Hitnotering: 26-7-1997 t/m 8-11-1997 | Hitnotering: 26-7-1997 t/m 8-11-1997 | Hitnotering: 26-7-1997 t/m 8-11-1997 | Hitnotering: 26-7-1997 t/m 8-11-1997 | Hitnotering: 26-7-1997 t/m 8-11-1997 | Hitnotering: 26-7-1997 t/m 8-11-1997 | Hitnotering: 26-7-1997 t/m 8-11-1997 | Hitnotering: 26-7-1997 t/m 8-11-1997 | Hitnotering: 26-7-1997 t/m 8-11-1997 | Hitnotering: 26-7-1997 t/m 8-11-1997 |
| Week:                                | 1                                    | 2                                    | 3                                    | 4                                    | 5                                    | 6                                    | 7                                    | 8                                    | 9                                    | 10                                   | 11                                   | 12                                   | 13                                   | 14                                   | 15                                   | 16                                   |                                      |
| ------------------------------------ | ------------------------------------ | ------------------------------------ | ------------------------------------ | ------------------------------------ | ------------------------------------ | ------------------------------------ | ------------------------------------ | ------------------------------------ | ------------------------------------ | ------------------------------------ | ------------------------------------ | ------------------------------------ | ------------------------------------ | ------------------------------------ | ------------------------------------ | ------------------------------------ | ------------------------------------ |
| Positie:                             | 50                                   | 32                                   | 22                                   | 15                                   | 14                                   | 16                                   | 18                                   | 20                                   | 22                                   | 25                                   | 33                                   | 38                                   | 39                                   | 46                                   | 61                                   | 63                                   | uit                                  |

### Vlaamse Ultratop 50
| Hitnotering: 23-8-1997 t/m 22-11-1997 | Hitnotering: 23-8-1997 t/m 22-11-1997 | Hitnotering: 23-8-1997 t/m 22-11-1997 | Hitnotering: 23-8-1997 t/m 22-11-1997 | Hitnotering: 23-8-1997 t/m 22-11-1997 | Hitnotering: 23-8-1997 t/m 22-11-1997 | Hitnotering: 23-8-1997 t/m 22-11-1997 | Hitnotering: 23-8-1997 t/m 22-11-1997 | Hitnotering: 23-8-1997 t/m 22-11-1997 | Hitnotering: 23-8-1997 t/m 22-11-1997 | Hitnotering: 23-8-1997 t/m 22-11-1997 | Hitnotering: 23-8-1997 t/m 22-11-1997 | Hitnotering: 23-8-1997 t/m 22-11-1997 | Hitnotering: 23-8-1997 t/m 22-11-1997 | Hitnotering: 23-8-1997 t/m 22-11-1997 | Hitnotering: 23-8-1997 t/m 22-11-1997 |
| Week:                                 | 1                                     | 2                                     | 3                                     | 4                                     | 5                                     | 6                                     | 7                                     | 8                                     | 9                                     | 10                                    | 11                                    | 12                                    | 13                                    | 14                                    |                                       |
| ------------------------------------- | ------------------------------------- | ------------------------------------- | ------------------------------------- | ------------------------------------- | ------------------------------------- | ------------------------------------- | ------------------------------------- | ------------------------------------- | ------------------------------------- | ------------------------------------- | ------------------------------------- | ------------------------------------- | ------------------------------------- | ------------------------------------- | ------------------------------------- |
| Positie:                              | 48                                    | 41                                    | 35                                    | 24                                    | 24                                    | 24                                    | 100                                   | 22                                    | 22                                    | 24                                    | 27                                    | 26                                    | 35                                    | 45                                    | uit                                   |

### Vlaamse Radio 2 Top 30
| Hitnotering: 13-9-1997 t/m 8-11-1997 | Hitnotering: 13-9-1997 t/m 8-11-1997 | Hitnotering: 13-9-1997 t/m 8-11-1997 | Hitnotering: 13-9-1997 t/m 8-11-1997 | Hitnotering: 13-9-1997 t/m 8-11-1997 | Hitnotering: 13-9-1997 t/m 8-11-1997 | Hitnotering: 13-9-1997 t/m 8-11-1997 | Hitnotering: 13-9-1997 t/m 8-11-1997 | Hitnotering: 13-9-1997 t/m 8-11-1997 | Hitnotering: 13-9-1997 t/m 8-11-1997 | Hitnotering: 13-9-1997 t/m 8-11-1997 |
| Week:                                | 1                                    | 2                                    | 3                                    | 4                                    | 5                                    | 6                                    | 7                                    | 8                                    | 9                                    |                                      |
| ------------------------------------ | ------------------------------------ | ------------------------------------ | ------------------------------------ | ------------------------------------ | ------------------------------------ | ------------------------------------ | ------------------------------------ | ------------------------------------ | ------------------------------------ | ------------------------------------ |
| Positie:                             | 24                                   | 24                                   | 24                                   | 21                                   | 22                                   | 22                                   | 24                                   | 27                                   | 26                                   | uit                                  |

### NPO Radio 2 Top 2000
| Nummer met noteringen in de NPO Radio 2 Top 2000 | '05 | '06 | '07 | '08 | '09 | '10 | '11 | '12 | '13 | '14 | '15 | '16 | '17 | '18 | '19 | '20 | '21 | '22 | '23 | '24 |
| ------------------------------------------------ | --- | --- | --- | --- | --- | --- | --- | --- | --- | --- | --- | --- | --- | --- | --- | --- | --- | --- | --- | --- |
| Bitter Sweet Symphony                            | 350 | 242 | 166 | 391 | 164 | 153 | 117 | 84  | 81  | 84  | 89  | 85  | 83  | 96  | 109 | 120 | 121 | 111 | 120 | 102 |

1. ↑  Een vetgedrukt getal geeft de hoogste notering aan.
2. ↑  2005 was het eerste jaar met een notering voor dit nummer.

## Covers en samples
- De Rotterdamse dj Mark van Dale samplede het nummer in 1998 in zijn hit Water Verve.
- De Amerikaanse zanger Jason Derülo samplede het nummer in 2010 in Ridin' Solo.
- Het Britse indiepoptrio London Grammar nam in 2017 bij de BBC een cover van het nummer op, die verscheen op de deluxe editie van hun album Truth Is a Beautiful Thing.
- Ook het Zweedse dj-duo Axwell Λ Ingrosso samplede het nummer in 2017, zij deden dat in hun hit I Love You.
- Het Duitse dj-duo Gamper & Dadoni bracht in 2019 een deephouseversie van het nummer uit, met als titel Bittersweet Symphony (Bittersweet zónder spatie). Het nummer werd ingezongen door de Duits-Britse zangeres Emily Roberts, en werd een bescheiden hit in het Duitse taalgebied.